# Димитракис, Андреас
Андреас Димитракис (род. 8 сентября 1990, Афины) — греческий легкоатлет, специалист по бегу на средние дистанции. Выступал на профессиональном уровне в 2009—2023 годах, чемпион Балкан, многократный чемпион Греции на дистанциях 800 и 1500 метров, действующий рекордсмен страны в беге на 1 милю в помещении.

## Биография
Андреас Димитракис родился 8 сентября 1990 года в Афинах, Греция.
На чемпионате Греции 2009 года в Салониках в беге на 800 и 1500 метров стал шестым и третьим соответственно. С этого момента постоянно состоял в греческой сборной и принимал участие в различных международных стартах.
В 2010 году в дисциплине 1500 метров выиграл чемпионат Греции в Патре, занял 12-е место на командном чемпионате Европы в Бергене.
В 2012 году бежал 800 метров на чемпионате Европы в Хельсинки, в дисциплине 1500 метров превзошёл всех соперников на чемпионате Балкан в Эскишехире.
В 2013 году выступил на чемпионате Европы в помещении в Гётеборге, был восьмым на командном чемпионате Европы в Гейтсхеде и седьмым на Средиземноморских играх в Мерсине.
В 2017 году выиграл зимний чемпионат Балкан в Белграде, в дисциплинах 1500 и 3000 метров закрыл десятку сильнейших на командном чемпионате Европы в Лилле.
В 2018 году в беге на 1500 метров среди прочего занял 12-е место на Средиземноморских играх в Таррагоне.
В 2019 году бежал 1500 метров на чемпионате Европы в помещении в Глазго, показал 11-й результат на командном чемпионате Европы в Быдгоще.
В 2021 году принимал участие в чемпионате Европы в помещении в Торуне, в финал не вышел.
Завершил спортивную карьеру по окончании сезона 2023 года.